# Robert J. Conley
Robert J. Conley (Cushing, Oklahoma, 1940) és un escriptor cherokee. Estudià a la Universitat de Texas, on es graduà en anglès i art dramàtic. Ha donat classes a diverses escoles i ha estat assistent de diversos programes per a la Nació Cherokee. Autor prolífic de The actor (1987), Back to Malachi (1986), Border line (1993), Dark way (1993), Crazy snake (1994), Captain Dutch (1995), Brass (1999), Barjack (2000), i el guió cinematogràfic Geronimo: an American legend (1993).